# مايكل أرميتاج (ضابط جوي)
السير مايكل جون أرميتاج (بالإنجليزية: Sir Michael John Armitage)‏ هو قائد رفيع المستوى في سلاح الجو الملكي حاصل على رتبة الإمبراطورية البريطانية من مواليد 25 أغسطس عام 1930.

## مسيرته في سلاح الجو الملكي
تلقى مايكل تعليمه في مدرسة نيوبورت النحوية في جزيرة وايت، وانضم إلى مخطط التدريب على الطائرات في سلاح الجو الملكي البريطاني في عام 1947. عُيّن ضابطًا لقيادة سرب رقم 17في عام 1967 ثم قائدًا لمحطة لوكا في سلاح الجو الملكي البريطاني في عام 1972. كما شغل منصب مدير السياسة الأمامية في عام 1976، ونائب قائد سلاح الجو الملكي الألماني في عام 1978، وقائد سلاح الجو الملكي البريطاني على طاقم التوجيه في الكلية الملكية للدراسات الدفاعية في عام 1980. وتولّى منصب مدير وكالة الاستخبارات في عام 1982، ونائب رئيس أركان الدفاع في عام 1983 ورئيس المخابرات العسكرية في عام 1984. وأصبح أخيرًا عضوًا جويًا للتزويد والتنظيم عام 1985، وقائدًا للكلية الملكية للدراسات الدفاعية عام 1988 قبل تقاعده عام 1990.

## حياته الأسرية
بعد انحلال زواجه الأول، تزوج جريتل رينات شتينغ في عام 1970.